# Glottidium
Glottidium é um género botânico pertencente à família Fabaceae.